# Canyon Lake (Texas)
Canyon Lake é uma Região censo-designada localizada no estado norte-americano do Texas, no Condado de Comal.

## Demografia
Segundo o censo norte-americano de 2000, a sua população era de 16.870 habitantes.

## Geografia
De acordo com o United States Census Bureau tem uma área de
406,3 km², dos quais 373,6 km² cobertos por terra e 32,7 km² cobertos por água.

## Localidades na vizinhança
O diagrama seguinte representa as localidades num raio de 28 km ao redor de Canyon Lake.